# Tylos minor
Tylos minor is een pissebed uit de familie Tylidae. De wetenschappelijke naam van de soort is voor het eerst geldig gepubliceerd in 1893 door Dollfus.